# Star-Spangled Kid
Star-Spangled Kid (lit., El chico adornado de estrellas), es el nombre de varios superhéroes ficticios de la editorial DC Comics que han compartido el mismo universo ficticio. El nombre del personaje es una referencia a The Star-Spangled Banner (lit., la bandera estrellada o adornada con estrellas), el himno de los Estados Unidos de América, y en sí mismo una referencia a la bandera de los Estados Unidos, caracterizada por sus estrellas (stars en inglés) y franjas blancas y rojas. El ayudante del Star-Spangled Kid original, Stripesy, recibió igualmente su nombre como referencia a las franjas (stripes en inglés) de la bandera. Durante la época ocurrió un boom en la creación de superhéroes patrióticos, en tanto los EE. UU. se preparaban para entrar en la Segunda Guerra Mundial. 

## Historia del personaje

### Sylvester Pemberton(Star-Spangled Kid I)
El primer y original Star-Spangled Kid es Sylvester Pemberton, un personaje de la Edad de Oro, creado por Jerry Siegel, el cocreador de Superman, y Hal Sherman.  
Pemberton era un adolescente millonario y malcriado que escapaba de su casa para ir a luchar contra el crimen Poderoso espadachín . Es un personaje único en que era un superhéroe adolescente que tenía un asistente adulto, el héroe conocido como Stripesy (Pat Dugan). Tanto él como Dugan son magníficos acróbatas además de tener suficiente entrenamiento en el combate mano-a-mano, pero el par regularmente discutían sobre cuál de ellos debe recibir el crédito.  Los dos forman entonces un equipo como encarnaciones de la bandera estadounidense, Star-Spangled Kid (en referencia a las estrellas) y Stripesy (en referencia a las franjas), a fin de rastrear y detener a los espías enemigos. El dúo tenía un conjunto de maniobras acrobáticas que les permitía usar en conjunto las fortalezas de cada uno, la agilidad del Kid y la destreza de Dugan. También construyeron el Star Rocket Racer, una limusina con un techo en forma de burbuja y que tenía las funciones de un cohete y un helicóptero.  
El Kid y Stripesy eran miembros de los Siete Soldados de la Victoria y del All-Star Squadron. Los Siete Soldados se pierden en el tiempo, y el Kid es enviado 50,000 años en el pasado. Son rescatados décadas después por la Liga de la Justicia y la Sociedad de la Justicia y el Kid se une a esta última. El Kid luego refina la tecnología del cetro cósmico de Starman y construye un cinturón con poderes similares. Décadas más tarde, cambió su nombre al de Skyman y fundó y lideró Infinity Inc. Sylvester perdió la vida cuando la tercera Arlequín hace que Solomon Grundy toque a Pemberton con la mano de Mister Bones. El tacto lleno de cianuro de Bones le mata instantáneamente.

### Courtney Whitmore(The Star-Spangled Kid II)
Courtney es la hijastra de Pat Dugan, el excompañero del Star-Spangled Kid original. Encuentra el equipo de Pemberton entre las pertenencias de su padrastro y se pone el Cinturón Convertidor Cósmico, junto con un traje diseñado por ella misma. Empieza una carrera como la segunda Star-Spangled Kid con el objetivo de importunar a Dugan, en parte como venganza por haberse casado por su madre y por supuestamente obligar a la familia a mudarse de Los Ángeles a Blue Valley, Nebraska. Dugan, un talentoso mecánico, diseña y construye S.T.R.I.P.E., un robot con armas que pilotea para acompañarla y protegerla. En algún momento, Courtney se une a la JSA y, tras recibir el cetro cósmico de Jack Knight, cambia su identidad a la de Stargirl.

### Miss Martian(Star-Spangled Kid III)
Un tercer Star-Spangled Kid aparece en Terror Titans #1, que es luego capturado por los Titanes del Terror para el Club del Lado Oscuro. El Star-Spangled Kid es obligado a luchar en un torneo contra otros meta-humanos, torneo que termina ganando. Durante el transcurso de esta historia parece tener una mucho mayor resistencia ante el lavado de cerebro en comparación con los demás combatientes, a pesar de que finalmente sucumbe. En Titanes del Terror # 6, se revela que es de hecho la alienígena capaz de alterar su forma conocida como Miss Martian. Usa su inmunidad ante el lavado de cerebro para lentamente liberar a los demás combatientes.

## Otros medios de comunicación

### Televisión
- En Smallville, la versión de Sylvester Pemberton de Star-Spangled Kid apareció en el episodio de la temporada 9 Absolute Justice, donde contacta a Chloe Sullivan antes de ser asesinado por el hijo de Icicle, Cameron Mahkent, después de una breve pelea.
- En el episodio piloto de Stargirl, Pemberton actuó como Star-Spangled Kid en su adolescencia antes de tomar el nombre de Starman.
- En Tiny Titans, Star-Spangled Kid hizo una aparición en Tiny Titans #38.